# Victorien Angban
Victorien Angban (Abidjan, 29 september 1996) is een Ivoriaans betaald voetballer. Hij stroomde in 2015 door vanuit de jeugd van Chelsea.

## Spelerscarrière
Angban werd op zijn zestiende door Chelsea FC in zijn geboorteland gescout en opgenomen in hun jeugdopleiding. In deze opleiding speelde hij drie jaar. In het seizoen 2014/15 trainde hij mee met de selectie en speelde hij voor de beloften. Chelsea verhuurde Angban in juli 2015 voor een jaar aan Sint-Truidense VV.
Hier debuteerde hij in de eerste speelronde van het seizoen 2015/16, thuis tegen Club Brugge. Hij viel in de 72ste minuut in voor Alfonso Artabe. Angban kreeg in de 89ste minuut een gele kaart voor een overtreding op Lior Rafaelov. De wedstrijd eindigde in een 2-1-overwinning voor Sint-Truidense VV.

## Statistieken[3]
| Seizoen | Club               | Land               | Competitie       | Competitie | Competitie | Beker | Beker | Internationaal | Internationaal | Totaal | Totaal |
| Seizoen | Club               | Land               | Competitie       | Wed.       | Dlp.       | Wed.  | Dlp.  | Wed.           | Dlp.           | Wed.   | Dlp.   |
| ------- | ------------------ | ------------------ | ---------------- | ---------- | ---------- | ----- | ----- | -------------- | -------------- | ------ | ------ |
| 2014/15 | Chelsea FC         | Vlag van Engeland  | Premier League   | 0          | 0          | 0     | 0     | —              | —              | 0      | 0      |
| 2015/16 | → Sint-Truiden     | Vlag van België    | Eerste klasse    | 23         | 0          | 0     | 0     | —              | —              | 23     | 0      |
| 2016/17 | → Granada CF       | Vlag van Spanje    | Primera Division | 10         | 0          | 1     | 0     | —              | —              | 11     | 0      |
| 2017/18 | → Waasland-Beveren | Vlag van België    | Eerste klasse    | 25         | 1          | 2     | 0     | —              | —              | 27     | 1      |
| 2018/19 | → FC Metz          | Vlag van Frankrijk | Ligue 2          | 27         | 1          | 6     | 0     | —              | —              | 33     | 1      |
| TOTAAL  | TOTAAL             | TOTAAL             | TOTAAL           | 85         | 2          | 9     | 0     | 0              | 0              | 94     | 2      |

1 Reus ·
4 Bateau ·
5 Luiz ·
6 Dicke ·
7 Kerrigan ·
8 Servais ·
9 Ola-Adebomi ·
10 Limbombe ·
11 Michiwaki ·
13 Khatir ·
15 Wuytens ·
16 Deman ·
18 Dewaele ·
20 Dassy ·
21 Jans ·
23 Fall ·
24 Moustapha ·
30 Corryn ·
32 Filipovic ·
34 Abrahams ·
43 Coopman ·
77 Ertürk ·
78 Van Hecke ·
84 Lusamba ·
92 Mertens ·
Brüls ·
Coach: Reedijk